# Hilfarth
Hilfarth ist ein Stadtteil von Hückelhoven im Kreis Heinsberg in Nordrhein-Westfalen und liegt direkt an der Rur.
Im 20. Jahrhundert erfuhr der Ort durch die Ansiedlung von Bergleuten, die in Hückelhoven beschäftigt waren, ein rasantes Wachstum.

## Geographie

### Lage
Hilfarth liegt in der Rurebene, eine Brücke führt am nördlichsten Punkt des Dorfes über den Fluss. Die Landschaft ist geprägt durch den Fluss, Bäche und Gräben und durch die Feucht-Wiesen, volkstümlich Benden genannt. Im Süden des Dorfes liegt der Kapbusch, ein ehemals ausgedehntes Waldgebiet, das sich von Brachelen bis nach Ratheim erstreckt hat. Seit der Begradigung der Rur in den 1960er Jahren sind im Nordwesten des Ortes bei Kaphof auch ausgedehnte Ackerflächen zu finden.
Lange Zeit waren für die Gemarkung auch weitläufige Korbweidenkulturen typisch, aus denen der Rohstoff für den traditionellen Erwerbszweig der Korbmacherei gewonnen wurde. Dabei wurden nicht, wie in anderen Landschaften üblich, Kopfweiden beschnitten. Die Weiden wurden aus Trieben gewonnen, die unmittelbar aus dem Wurzelstock wuchsen. Die Weidenkulturen erinnerten in ihrem pflanzlichen Erscheinungsbild daher an die Haubergswirtschaft des Siegerlandes und des Dilltals.
Nachbarorte sind Ratheim, Millich, Hückelhoven, Doverheide, Doveren, Porselen, Baal, Horst, Himmerich, Brachelen und Rurich. Östlich Hilfarths, jenseits der Rur, liegen das Rittergut Grittern und die Güter Klein- und Groß-Künkel.

### Gewässer
- Die Rur fließt am östlichen und nördlichen Ortsrand vorbei.
- Der Teichbach verläuft südwestlich des Dorfes. Er fließt in nordwestlicher Richtung an der Ortslage vorbei und bildet nahe beim Kaphof eine künstliche Flussbifurkation mit der Wurm, die parallel zur Rur in Richtung Oberbruch fließt, während der Teichbach als Erlenbach weiterfließt und an der „Schanz“ in die Rur mündet. Obwohl Hilfarth zwischen mehreren Fließgewässern lag, ist bis heute links der Rur kein Hinweis auf eine Wassermühle gefunden worden. Die Bockertsmühle rechts der Rur liegt bereits auf Hückehovener Gebiet.

Die Rur wurde bereits zu Beginn des 20. Jahrhunderts eingedeicht. Bis in die sechziger Jahre war die Wasserqualität des Flusses durch Industrien am Mittellauf erheblich beeinträchtigt. Dies änderte sich durch die politischen und gesetzlichen Entwicklungen nach 1969 erheblich. Im Rahmen umfangreicher Regulierungsmaßnahmen nach 1965 wurde das Flussbett völlig neugestaltet. Anlass waren nicht zuletzt katastrophale Hochwasserschäden, die Mitte der sechziger Jahre das Dorf verwüstet hatten. Eine unsachgemäße Anhebung der Breitestraße hatte sich wie ein Stauwehr ausgewirkt, als die Rur zwischen Brachelen und Hilfarth in die „Benden“ überfloss und durch einen Umflutgraben („Bohnekamp-Graben“) nahe der Kaphofstraße wieder in das eigentliche Flussbett ablief. Dieser Graben war durch den Reichsarbeitsdienst ausgehoben worden und erlaubte dem Hochwasser, in der „Molle“ die Breite Straße bei Bedarf auch zu überfluten. Durch das erhöhte Straßenniveau und andere Fehlplanungen allerdings wurde das Wasser in das Dorf abgeleitet, da die Abflussrohre unterhalb der Breitestraße in Höhe der evangelischen Kirche nicht den ausreichenden Querschnitt besaßen, um die außergewöhnliche Wassermenge bewältigen zu können. Lediglich die Häuser in der Wöbelstraße und der Ingermannstraße, sowie die Ortsteile des alten Dorfes zwischen der Breitestraße und der Kaphofstraße blieben gänzlich verschont, während in einigen landwirtschaftlichen Betrieben in der Dorfmitte das Hochwasser bis zur Höhe der Stalldecken stieg und Verluste unter dem Vieh verursachte. Außer diesen Verlusten führte auch die Erosion zu erheblichen Verlusten an landwirtschaftlicher Nutzfläche, als die Strömung am Prallhang nordwestlich der „Steinernen Brücke“ („Steene Bröck“) Teile eines Ackers zum Abbrechen brachte.
Durch die Neugestaltung des Rurlaufs ging der landschaftliche Reiz der Uferlandschaft teilweise verloren, doch die Hochwassergefahr wurde gebannt. Die Hilfarther reagierten mit stoischem, rheinischen Humor auf die überstandene Katastrophe, indem sie im folgenden Jahr den Karnevalsschlachtruf ausbrachten: „Helfeth Alaaf, un wenn et versüppt!“ (Hilfarth Alaaf, und wenn es absäuft!).
Neben den Fließgewässern gibt es keine natürlichen Seen oder Teiche. Lediglich zwei „Tankfallen“ aus dem Zweiten Weltkrieg blieben erhalten (hinter dem Kaphof und rechts der Straße nach Himmerich).
Zum letzten Mal war die Rur im Winter 1952/53 so zugefroren, dass Schlittschuhlaufen auf dem Eis möglich war.

## Geschichte

### Ortsgeschichte
Im Mittelalter gehörte Hilfarth zunächst einmal zu Randerath und später zum Schöffengericht Brachelen und Amt Heinsberg im Herzogtum Jülich.
Einen deutlichen Hinweis auf die Historie gibt auch der Name „Em Spansch“ („Im Spanischen“). Dieser bezeichnet die ursprüngliche Ortsmitte an der Kreuzung der Breitestraße mit Kaphofstraße und Kreuzstraße, wo sich bis vor wenigen Jahren die Traditionsgaststätte „Pütz“ befand, ebenso wie ein markantes Kreuz, das als Station für die Fronleichnamsprozession diente. Die Kaphofstraße führte in westlicher, später nordwestlicher Richtung, vorbei am Kaphof zur L 227 (von Ratheim nach Oberbruch). Unweit der Einmündung der Kaphofstraße in die L 227 liegt an der Teichbachmündung in die Rur eine Gaststätte („Zur Schanz“), die ungefähr den historischen Grenzübertritt in die Niederlande Spanische Niederlande markiert. Insoweit war Hilfarth bis zum endgültigen Ende des Achtzigjährigen Krieges 1648 Grenzort zwischen dem Herzogtum Jülich und den von den Spanischen Habsburgern beherrschten Niederlanden.
Das Dorf war an dem benachbarten Wald, dem Kappbusch, berechtigt.
1815 wurde Hilfarth nach Ende der Franzosenzeit mit Porselen zur Bürgermeisterei Hilfarth vereint.
1925 lebten in Hilfarth 1686 Einwohner.
Am 1. Oktober 1935 wurde Hilfarth in die Gemeinde Hückelhoven eingegliedert.
Die oben erwähnten Tankfallen sind Relikte aus der schwierigen jüngeren Geschichte des Dorfs, dessen Lage an der Rur in den letzten Wochen des Zweiten Weltkriegs erhebliche Zerstörungen mit sich brachte. Sie sind Bestandteile des Westwalls, der sich unmittelbar südlich der Ortslage hinzog. Über die gesamte Gemarkung in diesem Bereich waren auch Bunker verteilt, die nach Kriegsende von den Alliierten gesprengt wurden. Die bizarren Trümmer wurden von den Kindern des Dorfes als Spielplätze benutzt, bis sie in den 1980er Jahren endgültig geschleift wurden. Auch die Tankfallen waren als einzige offene, stehende Gewässer über lange Zeit beliebte Badeseen, die jedoch nach mehreren Badeunfällen für den Freizeitbetrieb gesperrt wurden. Die alte Rurbrücke, die Ende der 1960er Jahre durch einen Neubau ersetzt wurde, war eine der wenigen unzerstörten Brücken über die Rur, was zu erheblichen Kämpfen zwischen vorrückenden alliierten Truppen und sich zurückziehenden Resten der Ardennenoffensive führte. In mehreren Luftangriffen wurden zahlreiche Gebäude durch den Einsatz von Luftminen zerstört oder beschädigt. Selbst in den Monaten nach der Befreiung forderten zurückgebliebene Munition und Blindgänger noch zivile Opfer unter der Bevölkerung.
Am 31. Dezember 2019 hatte Hilfarth 4169 Einwohner.

### Ortsname
Das Grundwort „-farth“ bedeutet Furt, Durch- oder Überfahrt und bezieht sich auf die Ortslage am Ufer der Rur. Das Beiwort im Ortsnamen ist unklar (vielleicht von hale, hali: Bucht?). Eine andere Erklärung sucht die Wurzel des Beiworts neben der Furt auch im mittelalterlichen Wort „hal“ oder „hell“, das auf Salz hinweist. Die geographische Verlängerung der Furt nach Nordosten endet im Bereich des Hellwegs, einer mittelalterlichen Handelsstraße, die heutige mitteldeutsche Regionen im Rahmen des Fernhandels mit flämischen Hanse- und Hafenstädten verband. In diesem Kontext wäre die Namensgebung aus der verkehrlichen Funktion als „Salzfurt“ zu verstehen.

### Religion
1524 stand hier eine Kapelle und ein Kloster der Franziskanerinnen. Der Ort gehörte ursprünglich zur Pfarre Brachelen. Die Kapelle wurde 1803 zur katholischen Pfarrkirche erhoben, sie ist dem Heiligen Leonhard geweiht. Zwischen 1904 und 1906 erfolgte der Bau der neugotischen St.-Leonhard-Kirche.
Bis zu ihrem Abbruch in den 1970er Jahren durchlief die alte Kirche ein wechselhaftes Schicksal. Zuletzt war sie eine baufällige Ruine, in der lediglich die Krypta noch von der Pfadfinderjugend und die vermauerte Empore als Pfarrbibliothek genutzt wurden. Im Kirchenschiff verstaubten lediglich alte Turngeräte, die aus der Zeit stammten, als das Kirchenschiff als Turnhalle genutzt worden war.
In den 1950er und 1960er Jahren wurde die neue, neogotische Kirche erheblich umgestaltet. Der ursprüngliche Hochaltar wurde durch einen modernen Hochaltar aus poliertem schwarzen Stein ersetzt, der den liturgischen Veränderungen in der Folge des Zweiten Vatikanischen Konzils Rechnung trug. Parallel dazu wurde ein neuzeitlich gestaltetes Tabernakel errichtet. Das Geläut erhielt eine weitere, größere Glocke und wurde elektrifiziert. Spätere Renovierungen des Turmes folgten, durch welche die letzten Kriegsschäden beseitigt wurden. Für die Renovierung des Turmes wurde unter dem Staunen der Bevölkerung erstmals ein selbsttragendes Stahlrohrgerüst verwendet. An den Zweiten Weltkrieg erinnert bis heute eine Granatenhülse im Mauerwerk rechts vom Westportal.
Anfang des 19. Jahrhunderts war rund ein Drittel der Einwohner evangelisch. Hilfarth gehört zum Bereich der evangelischen Pfarre des Nachbarortes Hückelhoven. Im Ort existiert seit den 1960er Jahren eine Kirche. Bis zur Phase des dramatischen Wachstums in den fünfziger Jahren waren die Protestanten im alten Dorfkern eine kleine, wirtschaftlich jedoch äußerst erfolgreiche Minderheit, die sowohl im Bereich der Landwirtschaft als auch durch gefragte Dienstleistungen in hohem Ansehen stand.
Durch den Zuzug türkischer Bergarbeiter leben heute auch Muslime in Hilfarth.

## Infrastruktur
- Gemeinschaftsgrundschule Hilfarth
- Katholischer Kindergarten „St. Leonhard“
- Städtischer Kindergarten
- Freiwillige Feuerwehr Hückelhoven, Löschgruppe Hilfarth

## Wirtschaft
Früher existierte im Dorf die Korbmacherei. Zu deren Blütezeit beschäftigte das Handwerk über die Hälfte der arbeitenden männlichen Bevölkerung. Das Material zur Herstellung der Körbe wurde in Korbweidenpflanzungen an der Rur gewonnen. Die Pappelbestände des Rurtals waren eine Zeit lang auch Grundlage für das Holzschuhmacher-Handwerk, das allerdings lange vor dem Korbmacher-Handwerk, und im Gegensatz zu diesem völlig aus Hilfarth verschwand. Das Korbmacherhandwerk blieb bis in die 1960er Jahre durchaus prägend für das Ortsbild. Es gab eine Reihe von kleineren Werkstätten, in denen die Korbmacher einzeln oder in kleinen Teams auf der „Plank“ saßen. Entlang der Breitestraße in Richtung Brachelen befanden sich zwei künstliche Teiche, die bei Bedarf geflutet werden konnten, und in denen die geschnittenen Korbweiden bündelweise zum Ausschlagen eingestellt wurden, nachdem man sie nach Länge und Stärke sortiert hatte. Nach dem Ausschlagen wurden die Weidengerten geschält und eingelagert, bevor sie unmittelbar vor Verarbeitung wieder gewässert wurden, um geschmeidig zu bleiben und beim Flechten nicht geknickt zu werden. (Solche geknickten Stellen im Korbgeflecht galten als handwerklich unsauber.)
Die Korbweiden kamen ursprünglich in drei Formen auf den Markt. Bei grauer Ware wurden ungeschälte Gerten verarbeitet (z. B. für die sogenannten Kartoffelkörbe); bei weißer Ware (z. B. Wäschekorbe) wurden geschälte Weidengerten geflochten. Eine Besonderheit waren gesottene Weiden, die für Zierkörbe benutzt wurden, nachdem sie geschält und in Kupferkesseln mit heißem Wasser behandelt worden waren.
Die Korbmacherei war eine in höchstem Maße soziale Wirtschaftsform. In vielen Werkstätten arbeiteten mehrere Korbmacher in einer begrenzten Form der Selbständigkeit konkurrenzlos miteinander. Auch die Vorbereitungsarbeiten, vom Schneiden und Einweichen bis zum Schälen der Weiden, wurden in aller Regel in nachbarschaftlicher Hilfe, oft auch unter Mitwirkung ganzer Familien, durchgeführt.
Diese Arbeitsweise machte die Werkstätten auch zu Orten der Geselligkeit, an denen sich die Nachbarschaften kristallisierten, um während der Arbeit auch zu plaudern und eine besondere Form des Scherzes entstehen zu lassen. Auch Kinder, die sich gerne dort aufhielten, wurden in diese Form des Humors einbezogen. Wollte man sie wieder loswerden, schickte man sie auf Botengänge, um in einem Geschäft „Wasser für die Wasserwaage“ zu besorgen. Die Kinder wurden dann von einem Geschäft zum anderen weitergeschickt, bis ihnen schließlich ein Licht aufging. Gelegentlich schickte man sie auch ein „Veereckech Rong“ („Viereckiges Rund“) besorgen: eine urtümliche Form von „Mission Impossible“.
Eine Folgewirtschaft waren die „Trierscher“, also ambulante Korbhändler, die mit speziell aufgerüsteten Kleinlastern für den Absatz sorgten. Wie viele andere ambulanten Gewerbetreibenden waren diese Trierscher nicht ausgesprochen hoch in der Bevölkerung angesehen. Nichtsdestoweniger waren die Korbmacher auf deren Dienstleistungen angewiesen, möglicherweise sogar von ihnen abhängig, nachdem die ursprüngliche Absatzgenossenschaft ihre Geschäfte eingestellt hatte. Ob es zwischen den Trierschern und den Jenischen eine soziokulturelle Verbindung gab oder gibt, ist derzeit nicht geklärt. Die Namensbezeichnung weist in den südwestdeutschen Raum („Trier“), was als Beleg und Indiz angesehen werden kann. Einige Vertreter dieser ambulanten Zunft bezeichneten ihre Fahrzeuge als „Schurch“, was eine gewisse sprachliche Nähe aufweist und etymologisch mit dem plattdeutschen Wort „schörje“ (= mit der Schubkarre oder einem anderen Karren schiebend oder ziehend transportieren) und „Schörjskar“ für die Schubkarre zusammenhängt.
Seit Herbst 2013 gibt es ein neues Nahversorgungszentrum mit Discounter, Supermarkt, Getränkemarkt, Bäckereien etc.

## Verkehr
Die AVV-Buslinien 406, 407, 492 und HÜ1 der WestVerkehr verbinden Hilfarth wochentags mit Hückelhoven, Oberbruch, Geilenkirchen, Erkelenz und Linnich.
Zudem verkehrt der Multi-Bus seit dem 9. Juni 2024 kreisweit erweitert und zu einheitlichen Bedienzeiten. Mehr Informationen gibt es bei WestVerkehr.
| Linie | Verlauf |
| ----- | --- |
| 406   | Erkelenz Bf – Matzerath – Houverath – Golkrath – Kleingladbach – (Ratheim – Millich –) Hückelhoven – Hilfarth – Brachelen – (Lindern Kirche → Lindern Bf → Linnich Markt) / (Linnich Schulzentrum –) Linnich-SIG Combibloc |
| 407   | (Myhl –) Gerderath – Altmyhl – Ratheim – Millich – Hückelhoven (– Hilfarth – Himmerich – Randerath Bf – (Hoven – Kraudorf –) Nirm – Kogenbroich – Müllendorf – Süggerath Mühlenkamp – Geilenkirchen Bf)                    |
| 492   | (Oberbruch –) Dremmen Bf – Uetterath – Randerath Bf – Himmerich – Hilfarth |
| HÜ1   | Hückelhoven → Schaufenberg → Hückelhoven → Hilfarth → Hückelhoven |

## Kultur und Sehenswürdigkeiten
Ein Aspekt der speziellen, lokalen Sprachkultur ist aus dem lokal gehäuften Vorkommen bestimmter Familiennamen entstanden. Bevor sich in der Mitte der fünfziger Jahre des 20. Jahrhunderts durch den Bau der Siedlung die Bevölkerung schlagartig verdoppelte, wurde die Bevölkerung des ursprünglichen Dorfes von wenigen Familiennamen beherrscht, die als typisch für Hilfarth angesehen werden konnten. Dabei handelte es sich zwar vielfach um weitläufige und verzweigte Verwandtschaften, aber auch um parallele Seitenlinien mit gleichem Familiennamen, deren verwandtschaftliche Ursprünge mangels Quellenlage nicht mehr zu verfolgen war. Um diese Familienlinien voneinander zu unterscheiden, erhielten sie durch die dörfliche Gewohnheit und Tradition oftmals Beinamen, die sich nach unterschiedlichen Kriterien gestalteten. Sie bezogen sich auf die Lage innerhalb des Dorfes („an de Pomp“, „op der Berg“) oder auf persönliche Eigenarten, Marotten, Herkunft, Beruf oder Angewohnheiten ihrer Träger. Eine andere Beinamensgabe konnte sich z. B. von einer besonders profilierten Persönlichkeit unter den Vorfahren ableiten: „Drücke“ bezog sich auf eine Ahnfrau einer bestimmten Familie mit dem Namen Gertrud (Plattdeutsch, kurz: „Drück“).

### Museum
- Korbmachermuseum

### Vereine
- Mandolinenorchester „Rurperle“ 1922 Hilfarth e. V.
- Sankt Marien Schützenbruderschaft Hilfarth 1822
- MGV Eintracht 1892 Hilfarth
- TuS Jahn Hilfarth
- Germania Hilfarth e. V. 1994
- Hilfarther Narren e. V.
- Instrumentalverein Hilfarth 1912 e. V.
- Dart Club Duckula Hilfarth e. V.
- TTC Hilfarth
- Freiwillige Feuerwehr Hilfarth

### Regelmäßige Veranstaltungen
- Frühkirmes: 2. Juli bzw. am darauf folgenden Sonntag
- Spätkirmes: 6. November (Festtag des hl. Leonhard) bzw. am darauf folgenden Sonntag
- Karnevalszug: Rosenmontag

## Persönlichkeiten
- Rob Grabert (* 1964 in Hilfarth), niederländischer Olympiasieger im Volleyball
- Thomas Jahn (* 1965 in Hilfarth), Filmschauspieler, Regisseur und Drehbuchautor